# Anastasia Papadopoulou (Schauspielerin)
Anastasia Papadopoulou (* 1977 in Sindelfingen) ist eine deutsch-griechische Schauspielerin.

## Leben
Anastasia Papadopoulou erhielt ihre Schauspielausbildung von 1999 bis 2003 an der Bayerischen Theaterakademie August Everding. Ab 2003 stand sie in München unter anderem am Metropoltheater, am Residenztheater, am Akademietheater sowie an den Kammerspielen auf der Bühne und arbeitete mit Regisseuren wie Ulrike Arnold, Angelika Fink, Bülent Kullukcu und Annalena Maas zusammen. Zu den von ihr verkörperten Rollen zählen beispielsweise die Helena Puusaari in Der wunderbare Massenselbstmord, Anastasia in Münchner Schichten, Arabella in Die Verschwörung des Fiesco zu Genua und die Flaminia in Unbeständigkeit auf beiden Seiten.
Im Fernsehen hatte sie 2001 in der ZDF-Serie Samt und Seide eine erste Episodenrolle, im Kinofilm Shoppen von Ralf Westhoff war sie 2006 als Krankenschwester zu sehen. 2017 übernahm sie in der Krimireihe Tatort in der Folge Die Liebe, ein seltsames Spiel die Rolle der Heike Gonzor. 2019 war sie im Ersten in der Episode Babyboom der Serie Hubert ohne Staller als Elke Becker und in der Reihe Toni, männlich, Hebamme in der Folge Daddy Blues als Leyla Gökdal zu sehen. In der Episode Veränderungen  der ARD-Serie In aller Freundschaft – Die jungen Ärzte verkörperte sie 2020 die Rolle der Estefania Piza Cevallos, im ARD-Fernsehfilm Spurlos in Marseille von Roland Suso Richter jene der Sabine Bacher.
Im Sommer 2020 stand sie für Dreharbeiten zur Folge Aus heiterem Himmel aus der ZDF-Krimireihe Wilsberg als Schneiderin Tahmina Ahmadi vor der Kamera. Außerdem drehte sie 2020 für den Kinofilm Wolke unterm Dach von Alain Gsponer, den ARD-Fernsehfilm Eine Liebe später und eine Folge der Rosenheim-Cops. Im März 2023 wurde bekannt, dass sie in der 23. Staffel der Rosenheim-Cops als Nachfolgerin von Sevda Polat die Rolle der Rechtsmedizinerin Dr. Elena Dimos übernimmt.

## Filmografie (Auswahl)
- 2001: Samt und Seide (Fernsehserie, eine Episode)
- 2006: Shoppen (Kinofilm)
- 2015: Für eine Nacht... und immer? (Fernsehfilm)
- 2017: Tatort: Die Liebe, ein seltsames Spiel (Fernsehreihe)
- 2019: Hubert ohne Staller – Babyboom (Fernsehserie)
- 2019: Toni, männlich, Hebamme – Daddy Blues (Fernsehreihe)
- 2019: Lena Lorenz – Ein neuer Anfang (Fernsehserie)
- 2019: Eine fremde Tochter
- 2020: Heldt – Der Superheld (Fernsehserie)
- 2020: Spurlos in Marseille (Fernsehfilm)
- 2020: In aller Freundschaft – Die jungen Ärzte – Veränderungen (Fernsehserie)
- 2020: Der Barcelona-Krimi – Entführte Mädchen (Fernsehreihe)
- 2021: Wilsberg – Aus heiterem Himmel (Fernsehreihe)
- 2021: Die Rosenheim-Cops – Ein makelloser Mord (Fernsehserie)
- 2021: Eine Liebe später (Fernsehfilm)
- 2022: Wolke unterm Dach
- 2022: Friedliche Weihnachten (Mini-Serie)
- 2023: Tatort: Aus dem Dunkel (Fernsehreihe)
- 2023: Polizeiruf 110: Little Boxes (Fernsehreihe)
- 2023: Mit Harpunen schießt man nicht (Fernsehfilm)
- seit 2023: Die Rosenheim-Cops (Fernsehserie)
- 2024: Tatort: Das Wunderkind (Fernsehreihe)